# 九十九橋 (広島県)
九十九橋（つくもはし）は、広島県安芸郡海田町の瀬野川にかかる自動車専用橋梁。下流側に人道橋（歩道橋）を併設する。
上流側に呉線瀬野川鉄橋、下流側に人道橋（歩道橋）ひまわり大橋がある。

## 沿革
瀬野川の名は昭和初期ごろまで「海田川」「大川」「九十九川」と複数あった。九十九の語源については、淵が多かったからなのか、支流が多いからなのか、はっきりはしていない。
江戸時代の瀬野川の流路は現在の海田市駅の北側にあった。1838年（天保9年）明神新開が造成され明治初年（1868年）頃にはこの地は陸地であり、1873年（明治6年）鴻治新田造成に伴い堤が築かれ瀬野川は現在の流路となった。
その頃である明治の始めに九十九橋は木橋として架けられた。呉鎮守府が設置されると海田はそこへの交通の要所となり、この橋は海田の発展に重要な役割を果たした。この橋の北側にある海田市駅は1894年（明治27年）に開業している。この橋の南側にある国道31号は元々は呉鎮守府へ向かう道として整備されている。
1923年（大正12年）7月11日豪雨で落橋した記録が残る。いつ頃かコンクリート橋へ架け替えられたが、1945年（昭和20年）9月枕崎台風により落橋した。
| |  |
| 1947年米軍撮影。九十九橋落橋後の周辺。右側（上流側）が呉線瀬野川鉄橋。左側（下流側）が旧陸軍被服支廠海田市倉庫・写真当時（終戦後）はイギリス連邦占領軍駐屯地（現陸自海田市駐屯地）を結んだ引込線の鉄橋で、現在はひまわり大橋。 |  |

1948年（昭和23年）道路を管理していた広島県土木事務所のところに、空襲によって壊滅した光海軍工廠の廃材が大量に運ばれてきた。これを用いて海田の九十九橋と広島の本川橋を造ることになった。なぜ九十九橋を再架橋することになったのかは不明で、本川橋に関しては「交通の要所だった。だから真っ先に再建したのだろう。」という証言が残っている。設計および工事監督は広島県職員の中本正則、施工は不明。県職員の多くが広島市への原子爆弾投下によって被爆死したため、駆け出しの若手職員が担当したという。1950年（昭和25年）再架橋した。
2021年、本川橋とともに土木学会選奨土木遺産に選定された。

## 構造

### 諸元
- 路線名 : 広島県道151号府中海田線[1]
- 橋長 : 75 m[1]
- 全幅 : 4.7 m[1]
- 橋種 : 4径間単純鋼下路式ワーレントラス橋[1]
- 竣工 : 1950年[1]

### 特徴
本川橋とともに、空襲によって壊滅した旧光海軍工廠の廃材を再利用した橋梁である。
- トラス橋の斜材にもトラス組した部材が用いられている[1]。架設当時、終戦後の物資不足であったことから鋼材を少しでも節約しようとした工夫である[1][3]。
- 当時、旧工廠の廃材を町工場に持ち込んで、必要に応じて弾痕を塞ぎハンマーで曲がった部分を叩いた[8][1]。バラバラの資材に番号をふってつなぎ合わせて橋とした[8]。そのため完全に穴を塞いでおらず、現橋に弾痕や橋の構造上必要のないところにリベット穴が残っている[1][3]。